# Thamnodynastes corocoroensis
Thamnodynastes corocoroensis är en ormart som beskrevs av Gorzula och Ayarzagüena 1996. Thamnodynastes corocoroensis ingår i släktet Thamnodynastes och familjen snokar. Inga underarter finns listade i Catalogue of Life.
Denna orm förekommer endemisk på en bergsplatå (tepui) i östra Venezuela i delstaten Bolívar. Platån ligger cirka 2150 meter över havet. Den är täckt av bergsskogar. Honor lägger inga ägg utan föder levande ungar.
För beståndet är inga hot kända. Hela populationen anses vara stabil. IUCN kategoriserar arten globalt som livskraftig.